# Rake It Up
Rake It Up è un singolo del rapper statunitense Yo Gotti, realizzato in collaborazione con la rapper trinidadiana Nicki Minaj e pubblicato nel 2017. Il brano è stato estratto dal mixtape collaborativo Gotti Made-It e dall’album I Still Am.
Giunge alla posizione numero 8 della classifica statunitense.

## Tracce
- Download digitale

1. Rake It Up (featuring Nicki Minaj) – 4:36